# Пономарьов Олександр (військовик)
Олександр Пономарьов — український військовик; учасник російсько-української війни. Учасник Ігор Нескорених-2023.

## З життєпису
Фанат футболу; вболіває за «Динамо Київ». В дитинстві займався в київському клубі ЦСКА. Військовослужбовець з 2010 року. Строкову службу пройшов в місті Севастополь; звідти перейшов в Очаків. 2014 року з підрозділом поїхали під Харків, звідти — в район Слов'янська, Краматорська. Їх доправили літаком, а потім трьома гелікоптерами.
Влітку 2014 року Олександр і ще двоє військових вирушили на завдення з Артемівська, Пономарьов був старшим розвідником. Місце збору було під Горлівкою. Вночі, щоб ніхто не побачив, Олександр зайшов в окупований Гольмівський, передав інформацію. Коли почало світати, намагався вибратися. Виявив противника, побачив їхнє велике скупчення; цих людей ставало все більше і більше. Окрім проросійських військових, було багато й місцевого населення. Почався бій, двоє вояків відійшли, Олександр зазнав поранення — прострілені ноги. Його повезли у міську лікарню Горлівки; прийшли якісь «днрівці» і з незарядженого пістолета вистрілили йому в голову. Коли його оперували у Горлівці, лікар робив операцію під дулами автоматів. В полоні пробув три місяці; звільнили — тому що прострілена нога почала гноїтися. Відвезли до їхнього санітарного закладу, там повідомили — якщо не обміняють, відріжуть ногу. Коли був в полоні, його дружина вийшла на американських волонтерів.
Після звільнення перший раз прооперували в Одесі — це вже був 2015 рік. Повернувся на службу — тільки ж не розвідником, психологом. Коли повернувся з полону, син обійняв, а донька злякалася, навіть не впізнала.
На Іграх Нескорених здобув командне срібло — Назар Вознюк, Олександр Пономарьов, Ігор Дерман та Євген Кірейонок (плавання, естафета 4×50 м, вільний стиль).
З родиною проживає в місті Очаків.